# Tornen
Tornen är en bergstopp i Antarktis. Den ligger i Östantarktis. Norge gör anspråk på området. Toppen på Tornen är 2 057 meter över havet.
Terrängen runt Tornen är kuperad österut, men västerut är den platt. Trakten är obefolkad. Det finns inga samhällen i närheten. 